# Municipio de Garland (condado de Miller)
El municipio de Garland (en inglés: Garland Township) es un municipio ubicado en el condado de Miller en el estado estadounidense de Arkansas. En el año 2010 tenía una población de 33493 habitantes y una densidad poblacional de 87,7 personas por km².

## Geografía
El municipio de Garland se encuentra ubicado en las coordenadas 33°27′13″N 93°55′24″O / 33.45361, -93.92333. Según la Oficina del Censo de los Estados Unidos, el municipio tiene una superficie total de 381.89 km², de la cual 376.43 km² corresponden a tierra firme y (1.43%) 5.45 km² es agua.

## Demografía
Según el censo de 2010, había 33493 personas residiendo en el municipio de Garland. La densidad de población era de 87,7 hab./km². De los 33493 habitantes, el municipio de Garland estaba compuesto por el 65.08% blancos, el 30.68% eran afroamericanos, el 0.61% eran amerindios, el 0.52% eran asiáticos, el 0.04% eran isleños del Pacífico, el 1.15% eran de otras razas y el 1.92% pertenecían a dos o más razas. Del total de la población el 2.69% eran hispanos o latinos de cualquier raza.